# 長田景致
長田 景致（おさだ かげむね、生年未詳 - 建久元年（1190年））は、平安時代末期の武将。長田忠致の子。
父・忠致の源義朝暗殺計画に加担し、実行の際には義朝の第一の郎従であり、自分の義兄弟でもある鎌田政清を斬っている。『平治物語』においては、これ以外の場面でも常に父と一対で登場し、息の合った行動を見せている。
その最期もまた父と同時であり、義朝の子源頼朝の命で処刑されたという。また、彼の伯父の親致の子孫は三河国へ逃走し、戦国期には長田姓を憚り、永井と改姓したとされる。